# Chromium OS
Chromium OS är utvecklingsversionen av Google Chrome OS med öppen källkod. Chromium OS är ett projekt som syftar till att bygga ett operativsystem som ger en snabb, enkel och säkrare datorupplevelse för människor som tillbringar merparten av sin tid på webben.

## Chromium OS bygge av Hexxeh
Det mest populära bygget av Chromium OS källkod byggs av Liam McLoughlin som är 17 år gammal och studerande. ChromiumOS Flow och Vanilla är skapade av Hexxeh. 

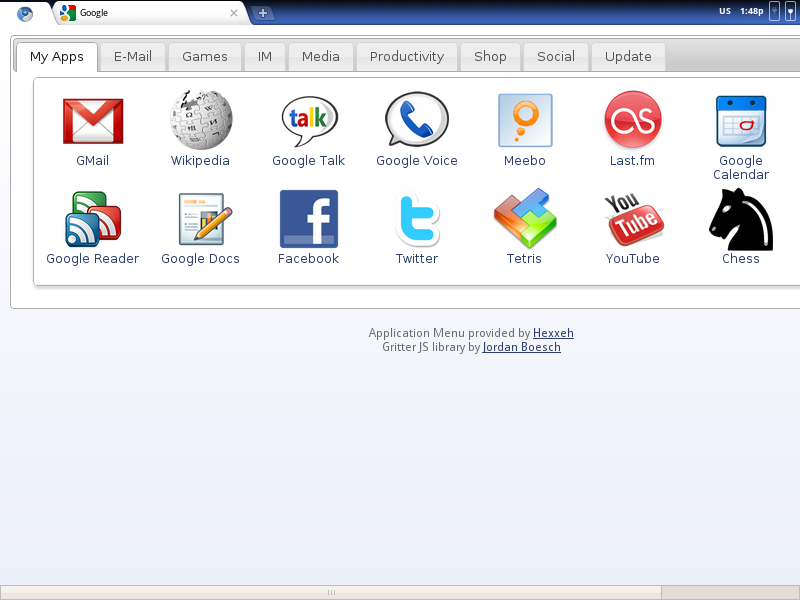
ChromiumOS Flow

Chromium OS avsikt var till netbooks, men kan köras på annan x86 hårdvara. Flow inkluderar förinstallerat Adobe Flash där man samtidigt har accepterat ett avtal att inte utveckla en konkurrerande flash-spelare och stöd för Java. Flow är ett webbaserat operativsystem och klarar av Youtube videor. Hexxehs My Apps meny länkar till webbplatserna och webbaserade tjänsterna: Gmail, Wikipedia, Google Talk, Google Voice, Meebo, Last FM, Google Kalender, Google Reader, Google Docs & Spreadsheets, Facebook, Twitter, Tetris, Youtube och Schack. Vanilla är av beta kvalitet. Meebo messenger har support för bl.a. Yahoo! Messenger och Windows Live Messenger.

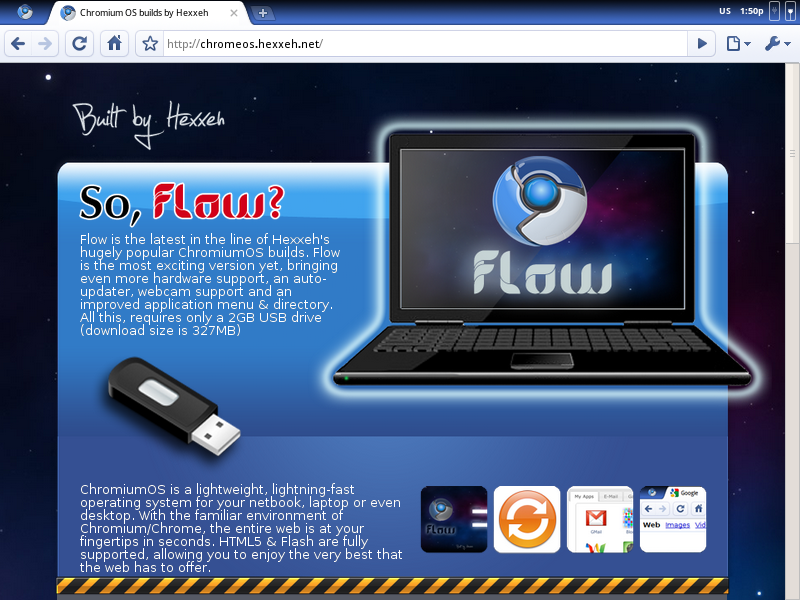
ChromiumOS Flow på Internet